# Topol u Skupice v Poděbradech
Topol u Skupice v Poděbradech (Populus nigra) je památný strom, který roste v Poděbradech na pravém břehu Labe, při ústí slepého ramena Labe nazývaného Skupice nedaleko zdymadel, blízko ulice Na kopečku, na začátku promenádní cesty a současně cyklotrasy k soutoku Labe s Cidlinou a dále do Libice nad Cidlinou (po této cestě vede také naučná stezka Skupice – Huslík). Číslo parcely je 4113..

## Základní údaje
- název: Topol u Skupice v Poděbradech
- výška: 34 metrů[1]
- obvod: 433 centimetrů[1]
- věk: neuveden
- nadmořská výška: asi 186 metrů
- umístění: Středočeský kraj, okres Nymburk, obec Poděbrady, část obce Poděbrady I

## Poloha, popis a stav stromu
Topol roste na pravém břehu Labe, mezi plavební komorou a ústím slepého ramena Labe nazývaného Skupice, na začátku cesty k soutoku Labe s Cidlinou, na rozhraní širšího centra města a tzv. Kostelního předměstí. Od ulice Na kopečku je strom vzdálen pouze 50 metrů (po lávce pro pěší přes slepé rameno), zámek je vzdálen zhruba 400 metrů severozápadním směrem, kostel Povýšení sv. Kříže a Polabské muzeum asi 260 metrů severozápadoseverním směrem.
Strom je ve velmi dobrém stavu, s výškou 34 metrů a obvodem 433 centimetrů jde o mohutný exemplář (topoly obvykle dorůstají kolem 30 metrů). Zdravotní stav stromu je natolik dobrý, že je určen pro sběr semen jako genetického materiálu stejně jako další dva topoly černé na opačném, levém břehu Labe, nedaleko mostu (ty mají obdobnou výšku: 35 resp. 33 metrů a ještě větší objem kmene: 580 resp. 622 centimetrů).

## Skupice: mrtvé rameno Labe v Poděbradech
V okolí současného řečiště Labe je řada jeho mrtvých ramen, ale toto se nachází téměř v centru Poděbrad. Rozkládá se v prostoru mezi pravým břehem regulovaného Labe (těsně nad zdymadlem a plavení komorou), ulicemi Na Kopečku a Na Skupici, Sady S. K. Neumanna a ulicí U Vodárenské věže (jmenováno ve směru hodinových ručiček). Podle označení tohoto mrtvého ramene byl pojmenován i tento exemplář památnéhostromu.

## Další památné stromy v Poděbradech
V nepříliš vzdáleném okolí se nachází několik dalších památných stromů.
- Topol černý 1 a Topol černý 2: již zmíněné další dva topoly černé na levém břehu Labe jsou vzdálené jen asi 570 resp. 530 metrů přibližně východním směrem.
- Zádušní dub: byl nejstarší památný strom v Poděbradech. Nacházel se necelých 650 metrů jihovýchodně od topolu u Skupice (opět těsně vedle cyklotrasy na pravém břehu Labe). Strom byl poškozen při opravě cyklostezky a houbou napadený dub se 14. srpna 2010 vyvrátil z kořenů.[2] K červnu 2017 je však dub stále vyznačen na mapách a také je veden v databázi AOPK bez uvedení data zrušení ochrany.[1]. Na místě lze dodnes vidět mohutný vyvrácený pařez stromu.
- Dub u golfu: roste na východním okraji Poděbrad, v areálu golfového hřiště, u druhé jamky.
- Dub v lázeňském parku: roste v lázeňském parku, před lázeňskou poliklinikou.
- Dub u gymnázia: na mapách nazývaný též dub u školy roste ve Studentské ulici v zahradě gymnázia. Po zániku zádušního dubu jde s odhadovaným věkem 160 let o nejstarší památný strom v Poděbradech, výška je 26 metrů, obvod kmene 465 centimetrů.[2]
- Tis za kulturním střediskem: 12 metrů vysoký tis roste v ulici Na Valech na okraji lázeňského parku za obchodním domem.

## Fotogalerie

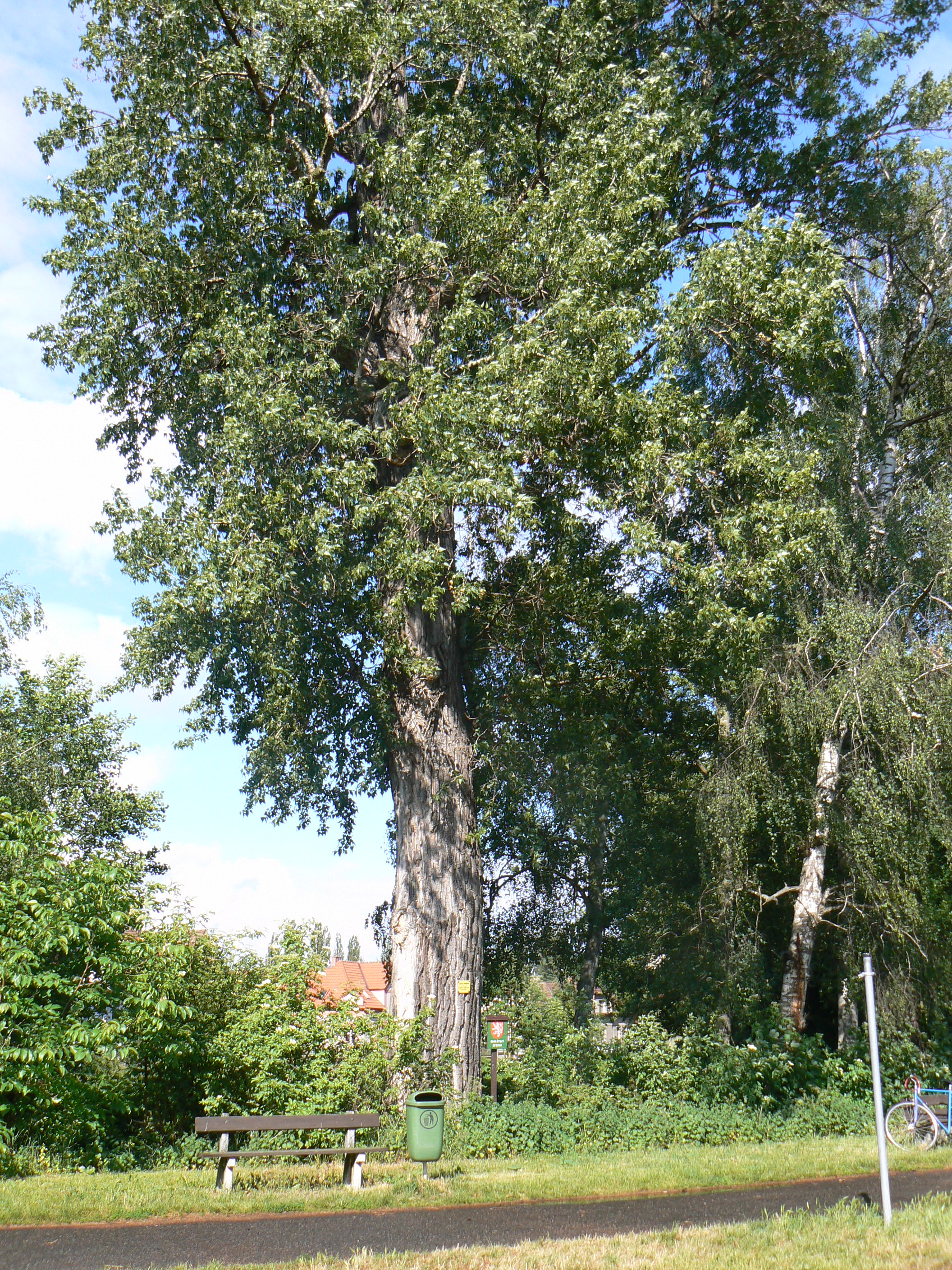
Stav topolu v roce 2012
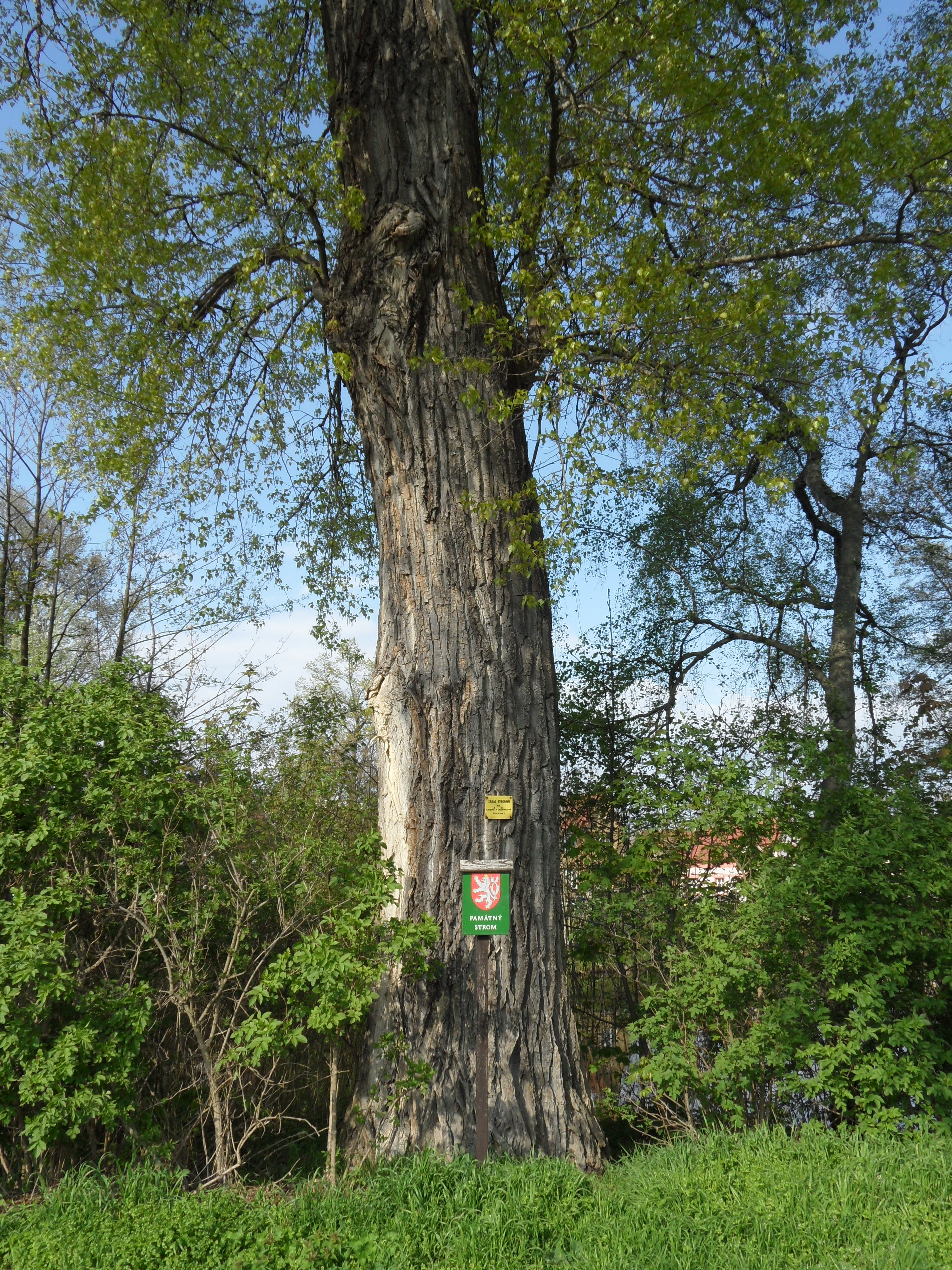
Polodetail kmene, stav v roce 2017
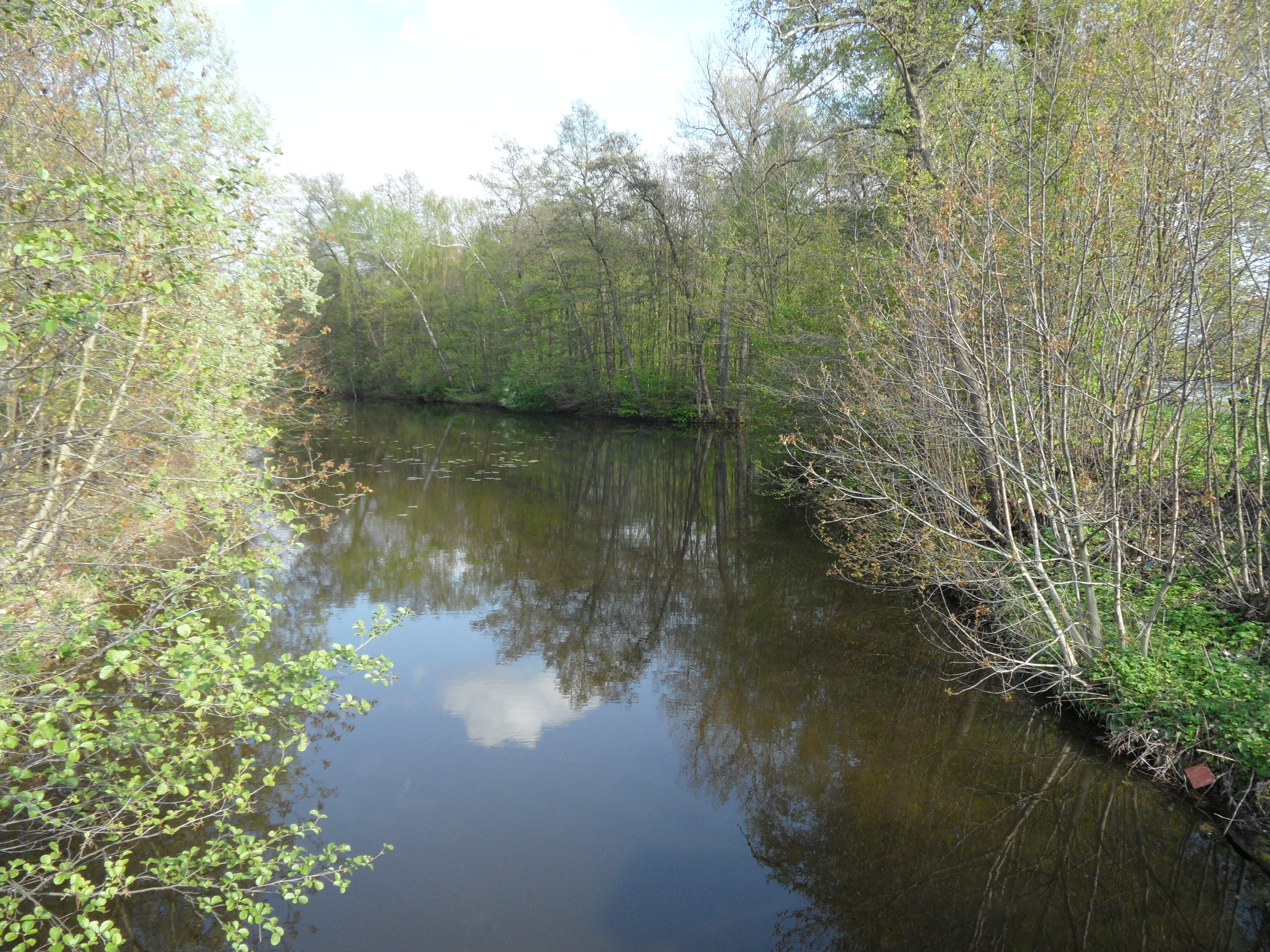
Mrtvé rameno Labe, původ označení topolu
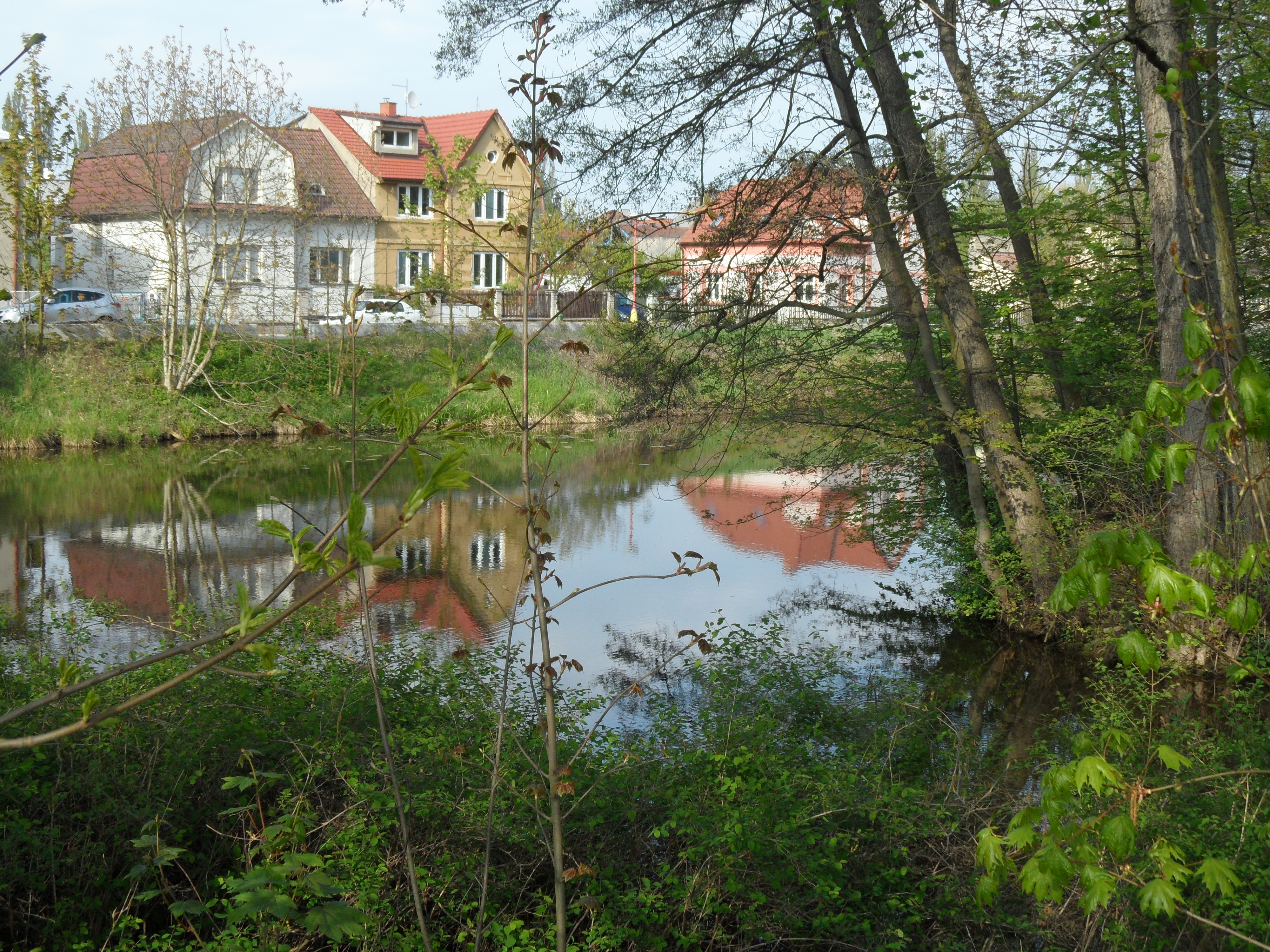
Skupice: mrtvé rameno Labe, nedaleko topolu
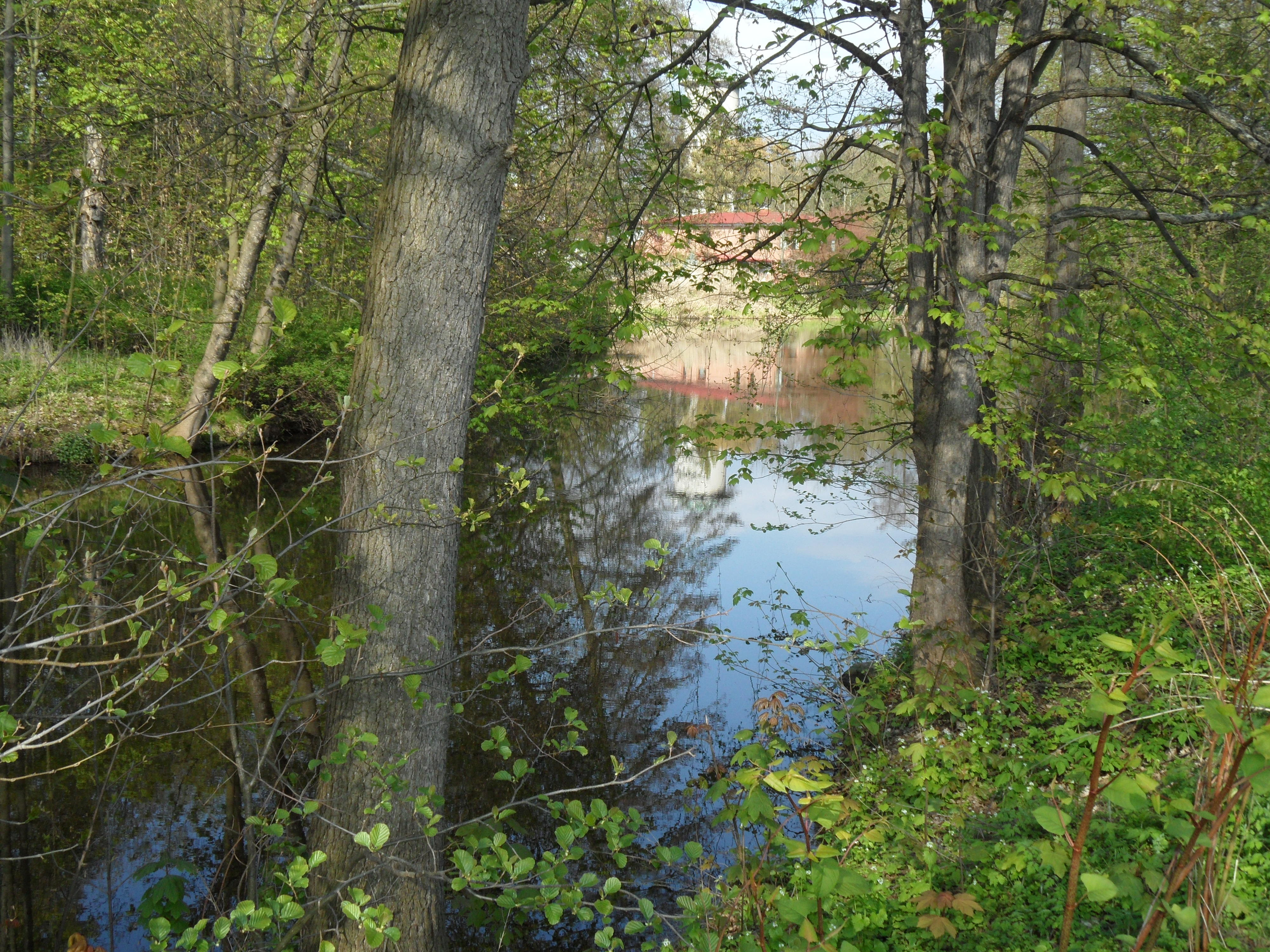
Skupice: mrtvé rameno Labe